# Jeff Wall

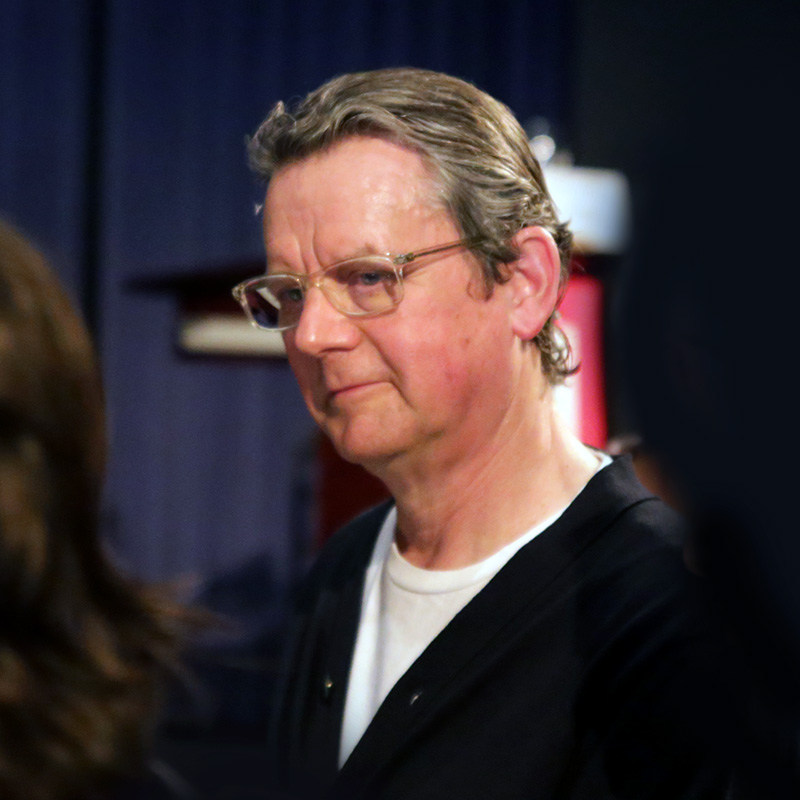
Jeff Wall, Paris Photo 2014

Jeff Wall (* 29. September 1946 in Vancouver, British Columbia) ist ein kanadischer Fotokünstler.

## Leben
Jeff Wall studierte von 1964 bis 1970 Kunstgeschichte am Department of Fine Arts an der University of British Columbia und schloss dort sein Studium mit dem Magister Artium ab. Direkt nach dem Magister verbrachte Jeff Wall einen dreijährigen Forschungsaufenthalt am Courtauld Institute of Art der University of London und begann 1974 dort auch seine Lehrtätigkeit im kunstwissenschaftlichen Bereich. Von Oktober 1999 bis April 2000 war er als Nachfolger von Bernd Becher kurzzeitig Professor für Fotografie an der Kunstakademie Düsseldorf.

## Bilder
Seit 1967 stellt er Fotografien her. Ab 1978 sind es durchgehend farbige, großformatige Bilder in Form von Leuchtkästen und seit 1995 auch Schwarzweißfotografien auf Papier. Eine Besonderheit der Fotografien von Jeff Wall ist, dass sie nicht in Serien oder als Werkgruppen entstehen, sondern dass jedes Bild eine einmalige Komposition darstellt, die für sich steht. Viele Bilder von Jeff Wall sind inspiriert von Romanen, Gemälden oder Skulpturen. Manche sind, ohne dass man es ihnen ansieht, absichtsvolle Inszenierungen des Alltäglichen, hinter denen die Arbeit eines ganzen Teams steckt, z. B. von Darstellern, die wie zufällig durchs Bild gehen. Als präzise arbeitender Künstler nimmt er sich viel Zeit für seine überlegt inszenierten Fotografien. Er hat in seiner langen Karriere bisher nur ungefähr 200 Fotos veröffentlicht.
Einige dieser Bilder sind zu Ikonen der zeitgenössischen Fotografie geworden, viele andere dagegen sind wenig bekannt.
Drei seiner Werke lehnt Jeff Wall an Romane an. Diese nennt er „accidents of reading“. Eines dieser Bilder heißt After Invisible Man, es ist an den gleichnamigen Roman von Ralph Ellison angelehnt. Bei dem Bild The Destroyed Room ließ er sich von dem Gemälde Tod des Sardanapal von Eugène Delacroix inspirieren, wobei dieses seine erste Fotografie im Leuchtkasten war.
Viele seiner anderen Werke sind an andere berühmte Gemälde oder Skulpturen angelehnt. So ist seine Fotografie The Thinker / Le Penseur beispielsweise inspiriert von einem Entwurf  Albrecht Dürers zu einem Denkmal des Bauernkrieges von 1525, The Storyteller an das Frühstück im Grünen von Édouard Manet angelehnt und Die Freiheit führt das Volk von Eugène Delacroix das Vorbild für Walls Fotografie mit dem Titel The Stumbling Block.

## Rezeption
Die Deutung des Werkes von Jeff Wall zerfällt in das eigentliche Bild mit seinen Inhalten und die Präsentationsform. Alle Bilder sind komponiert und selbst kleine oder hintergründige Details – die Oberleitung einer Bahnstrecke in The Storyteller oder die Ballons an der Decke in A Ventriloquist at a Birthdayparty in October, 1947 – haben ihre Rolle und Bedeutung. Besonders fallen diese Details ins Auge, wenn man die Bilder genau betrachtet, so sind in The Destroyed Room durch die Fenster der Raumkulisse die Wände des Ateliers sichtbar. Ein weiteres Indiz ist die – seit den 90er Jahren von Wall benutzte – digitale Bearbeitung und Zusammensetzung seiner Bilder. Bekanntestes Beispiel ist das Bild A Sudden Gust Of Wind (after Hokusai), bei der alle Teile (Hut, Mann, Baum, Laub) aus einzelnen Aufnahmen stammen und spurenlos zusammengefügt wurden.
Ziemlich früh entdeckte Jeff Wall den Leuchtkasten als die beste Form der Präsentation, nach eigenen Worten als „delivery system“ und bezieht sich sogar auf Dan Flavin, der mit Leuchtstoffröhren arbeitet. Verschiedene Autoren sehen darin eine Beziehung zur Leuchtreklame, die diese Darstellungsform überall in Städten verteilt und massenhaft sowie großformatig Werbung zeigt. Diese und andere Kritiker beziehen das Durchlichtverfahren, bzw. das Leuchten auf das Kino, bei dem ebenfalls Filmmaterial durchstrahlt wird, um einen Film auf großer Leinwand einem Publikum vorzuführen.

„Ich glaube, daß dies [der Leuchtkasten] eine hervorragende Art ist, ein dramatisches photographisches Bild zu machen. Der Bezug zur Werbung ist wirklich nur sehr zweitrangig für mich...“

Ein weiteres Indiz für den Bezug zum Kino sind Bewegungen der Figuren oder der Szenerie im Allgemeinen, die sich zwangsläufig ergeben, sowie die Parallele zur (erzählten) Geschichte. In Milk wird der Schwall Milch zwangsläufig der Gravitation folgen, bei Sudden Gust Of Wind (after Hokusai) ist der Wind für die Bewegungen zuständig. Selbst das offensichtliche Fehlen einer Bewegung wie in  Destroyed Room oder The Pine on the Corner haben filmisches, sind das Ende einer Bewegung – um einen Raum zu zerstören bedarf es sogar sehr viel Bewegung – oder können als Aufblende bzw. Kamerafahrt interpretiert werden. Beim Bild Restoration wird auf das Panorama als Vorgänger der Kinematografie Bezug genommen.
All diese Faktoren werden oft als kritische Auseinandersetzung von Wall mit der Fotografie betrachtet und viele Autoren zitieren Walter Benjamin in Aufsätzen über Jeff Wall. Der Künstler selbst bezieht sich auf das Werk von John Heartfield hinsichtlich der Montagetechniken. Die Titel seiner Bilder (...after Hokusai), deren Inhalte (Restoration, gezeigt wird die Restaurierung eines Panoramas) und die gezeigten Referenzen (Destroyed Room auf Der Tod des Sardanapal) zeugen von einer starken Verbundenheit Walls mit der Vergangenheit bzw. der Geschichte an sich. Wall schafft in seinen Referenzen zu historischen Kunstwerken mehr als lediglich Bezüge, er verarbeitet diese auf komplexe Art in seinem eigenen Werk weiter. So beispielsweise beim Werk Destroyed Room, in welchem Wall eine zeitliche Verschiebung des dargestellten Moments zu Delacroix’ Tod des Sardanapal schafft, in welchem die Figuren aus dem Raum verschwunden sind und lediglich die Zerstörung des Raumes übrig bleibt.

## Ausstellungen
Einige seiner Fotografien, wie zum Beispiel The Storyteller (1986) werden im Frankfurter Museum für Moderne Kunst und in der Pinakothek der Moderne (Eviction Struggle, 1988) in München ausgestellt.
Jeff Wall war Teilnehmer der documenta 7 (1982), der documenta 8 (1987), der documenta X (1997) und auch der documenta 11 im Jahr 2002 in Kassel.
Vom 24. Februar bis 17. April 1994 zeigten die Deichtorhallen Hamburg eine Ausstellung des Fotografen mit dem Titel Jeff Wall – Dead Troops Talk. Seine Ausstellung mit Fotografien im Kunstmuseum Wolfsburg im Jahre 1996 trug den Titel: Jeff Wall – Landscapes and other Pictures.
Die größte Ausstellung seiner Werke fand vom 30. April 2005 bis 25. September 2005 im Schaulager Basel statt.
Große Teile dieser Ausstellung waren anschließend vom 21. Oktober 2005 bis zum 8. Januar 2006 in der Londoner Tate Modern zu sehen.
Bis zum 14. Mai 2007 wurde ihm für eine Ausstellung das oberste Stockwerk des Museum of Modern Art in New York gewidmet.
Vom 3. November 2007 bis 20. Januar 2008 waren vier neue und fünf alte, vom Künstler ausgesuchte Werke im Deutschen Guggenheim, Berlin, zu sehen.
Vom 20. Juni bis 10. Oktober 2010 zeigte die Galerie Neue Meister der Staatlichen Kunstsammlungen Dresden im Lipsiusbau die Ausstellung Transit. Aus allen drei bedeutenden Werkgruppen waren Beispiele im Lipsiusbau vertreten: 19 Leuchtkästen, sechs Schwarzweißfotografien und eine farbige Arbeit im C-Print-Verfahren. Sie umfassten 32 Jahre seines Schaffens, vom Doorpusher (1984) bis zur jüngsten Arbeit von 2009, Search of premises.
2014 war in der Pinakothek der Moderne in München Jeff Wall in München zu sehen, im gleichen Jahr im Stedelijk Museum in Amsterdam Jeff Wall: Tableaux, Pictures, Photographs, 1996–2013.
Kunsthaus Bregenz vom 18. November 2014 bis 11. Januar 2015 in Kooperation mit dem Stedelijk Museum in Amsterdam und dem Louisiana Museum of Modern Art in Humlebæk.
Ein vollständiges Verzeichnis von Einzel- und Gruppenausstellungen bis 2003 findet sich im Anhang zu .
Vom 28. Januar bis 21. April 2024 zeigt die Fondation Beyeler eine umfangreiche Einzelausstellung, die in enger Zusammenarbeit mit Jeff Wall realisiert wurde.
In 2025 zeigt das Museu de Arte, Arquitetura e Tecnologia in Lissabon 63 Bilder unter dem Titel "Jeff Wall. Time Stands Still. Photographs, 1980-2023".

## Auszeichnungen
- 1996: Internationaler Kunstpreis der Kulturstiftung Stadtsparkasse München. Institutioneller Partner der Verleihung und Ausstellungsort der parallel abgehaltenen Ausstellung Space and Vision war die Städtische Galerie im Lenbachhaus und Kunstbau, München[13]
- 2002 wurde Wall mit dem Hasselblad Foundation International Award ausgezeichnet.
- 2003 erhielt Jeff Wall den Roswitha Haftmann-Preis, 1996 den Internationalen Kunstpreis Kulturstiftung Stadtsparkasse München